# (33199) 1998 FS53
1998 FS53 (asteroide 33199) é um asteroide da cintura principal. Possui uma excentricidade de 0.22114570 e uma inclinação de 14.55449º.
Este asteroide foi descoberto no dia 20 de março de 1998 por LINEAR em Socorro.